# Prefektura Kóči

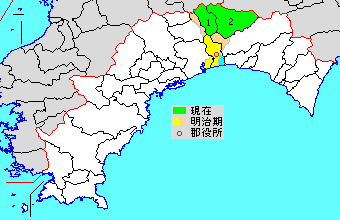
Mapa prefektury Kóči

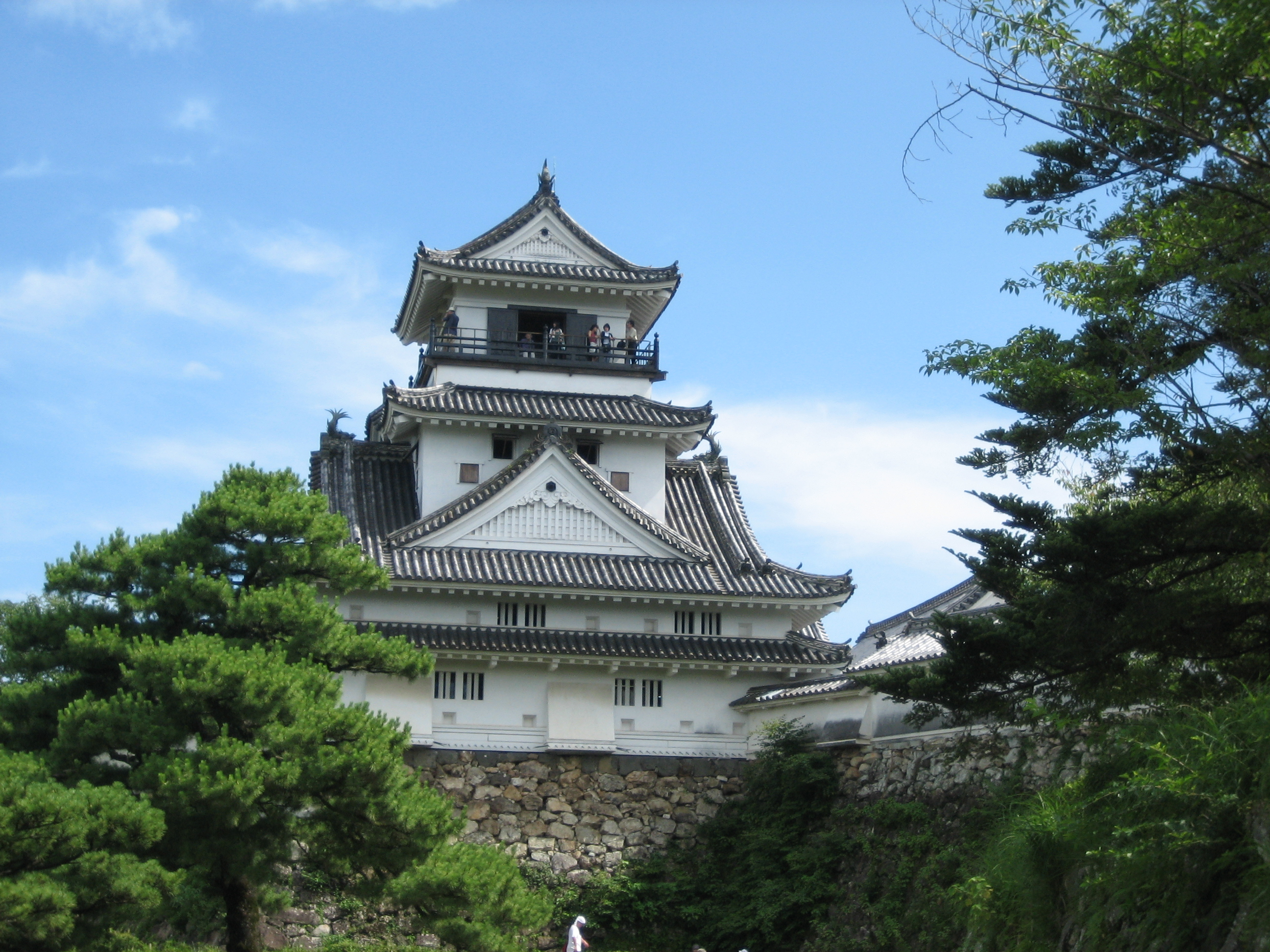
Hrad Kóči

Prefektura Kóči (japonsky: 高知県, Kóči-ken) je jednou ze 47 prefektur Japonska. Nachází se na jižním pobřeží ostrova Šikoku. Hlavním městem je Kóči. Je to největší prefektura na Šikoku, ale zároveň má i nejmenší počet obyvatel.
Prefektura má rozlohu 7104,87 km² a k 1. říjnu 2005 měla 796 196 obyvatel.

## Historie
Před reformami Meidži se na území dnešní prefektury Kóči rozprostírala provincie Tosa.

## Geografie
Prefektura Kóči leží na jihovýchodní části ostrova Šikoku, na pobřeží Tichého oceánu. Většina jejího území je hornatá a jen na pár místech jako je okolí měst Kóči a Šimanto se rozkládají pobřežní planiny.

### Města
V prefektuře Kóči leží 11 velkých měst (市, ši):
| - Aki (安芸) - Kami (香美) - Kóči (高知 hlavní město) - Kónan (香南) | - Muroto (室戸) - Nankoku (南国) - Sukumo (宿毛) - Susaki (須崎) | - Šimanto (四万十) - Tosa (土佐) - Tosašimizu (土佐清水) |